# Зайцев, Александр Сергеевич
Александр Сергеевич Зайцев (12 октября 1894, с. Большая Елань, Пензенская губерния — 20 января 1958, Москва) — советский военачальник, генерал-майор авиации (9.11.1941), участник Великой Отечественной войны.

## Биография
Русский. Участник Первой мировой войны, имел звание подпоручик.
С 1918 года — в РККА, участник гражданской войны: командир роты 2-го Московского революционного полка, батальона 1-го Волжского полка. Комендант штаба Двадцать седьмой стрелковой дивизии. Командир 242-го Волжского стрелкового полка, пом. командира и командир 238-го Брянского полка 27-й стрелковой дивизии. Участвовал в боях под Уфой, в Златоустовской, Челябинской и Тобольско-Петропавловской операциях, во взятии Омска. В 1920 году участвовал в войне против Польши на Западном фронте, в 1921 году — в подавлении Кронштадтского мятежа. Награждён 2 орденами Красного Знамени (5 февраля и 30 декабря 1921 года).
После Гражданской войны — командир 240-го Тверского, пом. командира 80-го Петроградского, командир 14-го стрелкового полков. В 1927—32 годах — пом. командира 4-й, начальник штаба 95-й, командир 2-й Белорусской стрелковой дивизии. В 1932—33 годах — слушатель командного факультета Военно-воздушной академии им. проф. Н. Е. Жуковского, затем командир 254-й легко-штурмовой авиабригады, в 1935 году получил воинское звание комбриг.
В 1936—1937 годах — командир 3-й авиадесантной бригады особого назначения Ленинградского ВО, приказом НКО СССР № 202 от 19.09.1937 снят с должности и отдан под военный трибунал за несчастные случаи во время учений по выброске десанта. Освобождён 5 января 1940 г.
Накануне войны с Германией назначен командующим ВВС 3-й армии Западного Особого военного округа, после разгрома Западного фронта в конце июля 1941 года вышел из окружения вместе с командующим 3-й армии В. И. Кузнецовым и членом Военного совета Н. И. Бирюковым. 1 августа 1941 года назначен командующим ВВС 21-й армии.
Позже — начальник командного факультета Военной академии командно-штурманского состава ВВС Красной Армии, генерал-майор авиации (9.11.1941). С 1943 года возглавлял кафедру тактики ВВС в Военной академии им. М. В. Фрунзе. 
С 1947 года в отставке.
Скончался 20 января 1958 года на 64-м году жизни. Похоронен на Новодевичьем кладбище.

## Звания
- Комбриг (28.11.1935, Приказ НКО СССР по личному составу № 2488 от 28.11.1935).
- Генерал-майор авиации (09.11.1941).

## Награды
- Орден Ленина (21.02.1945);
- Три ордена Красного Знамени (2 в 1920, 03.11.1944);
- Орден Отечественной войны 1 степени (23.08.1944)
- Орден Красной Звезды (27.03.1942)
- Медали СССР.